# Paolo Amodio
Paolo Amodio (28 mei 1973) is een voormalig voetballer en huidig voetbalcoach uit Luxemburg. Hij speelde als aanvallende middenvelder gedurende zijn carrière, voor achtereenvolgens Jeunesse Esch, Progrès Niedercorn, opnieuw Jeunesse Esch en FC Differdange 03. Hij kwam tot een totaal van 361 competitieduels in de Nationaldivisioun, waarmee hij negende staat op de eeuwige ranglijst.

## Clubcarrière

### Erelijst
- Landskampioen

1995, 1996, 1997, 1998, 1999, 2004
- Beker van Luxemburg

1997, 1999, 2000

## Interlandcarrière
Amodio kwam in totaal tien keer (één doelpunt) uit voor de nationale ploeg van Luxemburg in de periode 1996 – 1998. Hij maakte zijn debuut als invaller op 10 november 1996 in de WK-kwalificatiewedstrijd tegen Rusland, die op eigen veld met 4-0 verloren ging. Zijn tiende en laatste interland speelde Amodio ruim twee jaar later, op 18 november 1998 tegen België (0-0). In dat duel viel hij na rust in voor Marcel Christophe.

### Wedstrijden
| #   | Datum      | Locatie              | Wedstrijd             | Uitslag | Wedstrijd       | Opmerkingen |
| --- | ---------- | -------------------- | --------------------- | ------- | --------------- | ----------- |
| 1.  | 10.11.1996 | Luxemburg, Luxemburg | Luxemburg – Rusland   | 0 – 4   | WK-kwalificatie | 81'         |
| 2.  | 31.03.1997 | Luxemburg, Luxemburg | Luxemburg – Israël    | 0 – 3   | WK-kwalificatie | 65'         |
| 3.  | 30.04.1997 | Moskou, Rusland      | Rusland – Luxemburg   | 3 – 0   | WK-kwalificatie | 89'         |
| 4.  | 08.06.1997 | Burgas, Bulgarije    | Bulgarije – Luxemburg | 4 – 0   | WK-kwalificatie | 83'         |
| 5.  | 07.09.1997 | Luxemburg, Luxemburg | Luxemburg – Cyprus    | 1 – 3   | WK-kwalificatie | 7'          |
| 6.  | 11.10.1997 | Limassol, Cyprus     | Cyprus – Luxemburg    | 2 – 0   | WK-kwalificatie | 43'         |
| 7.  | 31.05.1998 | Luxemburg, Luxemburg | Luxemburg – Kameroen  | 0 – 2   | Oefeninterland  | 62'         |
| 8.  | 05.06.1998 | Mannheim, Duitsland  | Duitsland – Luxemburg | 7 – 0   | Oefeninterland  | 90'         |
| 9.  | 14.10.1998 | Luxemburg, Luxemburg | Luxemburg – Engeland  | 0 – 3   | EK-kwalificatie | 78'         |
| 10. | 18.11.1998 | Luxemburg, Luxemburg | Luxemburg – België    | 0 – 0   | Oefeninterland  | 46'         |